# Signal-Jamming-Modell
Signal-Jamming-Modelle kamen Mitte der 1980er-Jahre in den USA auf. Sie untersuchen mit Hilfe des Instrumentariums der Spieltheorie das verrauschte Kommunikationsspiel zwischen Sender und Empfänger.

## Struktur
Der einfachste Fall eines Signal-Jamming-Modells beschreibt die Kommunikation zwischen lediglich zwei Spielern. Der Sender verfügt über einen Informationsvorteil und möchte mit Hilfe seines Signals die Erwartungen und Handlungen des Signal-Empfängers beeinflussen. Er tut dies, da letztere seine eigene Nutzenfunktion beeinflussen. Aus Sicht des Empfängers ist das verrauschte – da ja möglicherweise verzerrte – Signal des Senders zumindest zum Teil glaubwürdig, da die Verzerrung des privaten Signals für den Sender mit Kosten verbunden ist. Um dieses Problem analytisch in den Griff zu bekommen, sind nun Annahmen über die Zielfunktion des Senders, seine Risikopräferenz und die Verteilung der Berichtsgröße notwendig. In der Regel wird von Risikoneutralität ausgegangen. Diese Annahme sorgt dafür, dass keine Risikoprämien berücksichtigt werden müssen. Eine typische Zielfunktion des Senders wäre die folgende:
{\displaystyle U=x\cdot P-{\frac {cb^{2}}{2}}}
{\displaystyle U} Nutzen des Senders
{\displaystyle x} Gewichtung des Preises in der Nutzenfunktion des Senders
{\displaystyle P} Marktpreis
{\displaystyle c} Marginale Kosten der Verzerrung
{\displaystyle b=y-r} Bias, Abweichung beim Report {\displaystyle r} vom privaten Signal {\displaystyle y}
Häufig wird davon ausgegangen, dass alle Zufallsvariablen Normalverteilt sind. Das hier geschilderte Beispiel basiert auf dem Artikel von Fisher und Verrecchia 2000. Dort übermittelt der Manager eines Unternehmens dem Kapitalmarkt, der als ein Spieler aufgefasst wird, ein Signal {\displaystyle {\tilde {y}}\sim N(0,\sigma _{y}^{2})} für den wahren Unternehmenswert {\displaystyle {\tilde {v}}\sim N(0,\sigma _{v}^{2})}.

## Gleichgewicht
Bei Gleichgewichten mit rationalen Erwartungen haben alle Spieler rationale und das bedeutet hier mathematisch richtige Erwartungen. Der Empfänger kennt insbesondere die Entscheidungssituation des Senders. Andersherum weiß auch der Sender, welchen Informationsstand der Empfänger hat.